# Dietmar Irmer
Dietmar Irmer (* 10. Januar 1941; † 25. September 2014) war ein deutscher Schauspieler, Regisseur und Inspizient.

## Leben
Dietmar Irmer wurde 1941 geboren und war am Deutschen Theater in Berlin sowie an weiteren Theatern in Altenburg, Gera und Schwedt als Schauspieler und zum Teil als Regisseur sowie Oberspielleiter beschäftigt. Nach der Wende arbeitete er über 25 Jahre bei den Luisenburg-Festspielen in Wunsiedel als Schauspieler und Inspizient. Neben seiner Theatertätigkeit wirkte er in einigen Spielfilmen und Produktionen verschiedener Fernsehgesellschaften mit.
Dietmar Irmer erlag 2014 im Alter von 73 Jahren einem Herzinfarkt. Er hinterließ einen Sohn.

## Filmografie
- 1978: Polizeiruf 110: Schuldig (Fernsehreihe)
- 1987: Sachsens Glanz und Preußens Gloria (Fernsehserie, 1 Episode)
- 1989: Zwei schräge Vögel
- 1999: Einfach raus (Fernsehfilm)
- 2000: Schloss Einstein (Fernsehserie, 2 Episoden)
- 2001: Für alle Fälle Stefanie (Fernsehserie, 1 Episode)
- 2001: Rosa Roth (Fernsehserie, 1 Episode)
- 2004: Polizeiruf 110: Dumm wie Brot

## Theater

### Schauspieler
- 1969: Johann Strauss: Eine Nacht in Venedig – Regie: Horst Ludwig (Staatsoperette Dresden)
- 1992: Max Frisch: Andorra – Regie: Jürgen Thau (Theater der Stadt Schweinfurt)
- 2004: William Shakespeare: Wie es euch gefällt – Regie: Michael Lerchenberg (Luisenburg-Festspiele Wunsiedel)
- 2005: Jerry Bock/Joseph Stein: Anatevka (Rabbi) – Regie: Karl Absenger (Luisenburg-Festspiele Wunsiedel)
- 2009: Bertolt Brecht: Mutter Courage und ihre Kinder (Alter Obrist) – Regie: Pierre Walter Politz (Luisenburg-Festspiele Wunsiedel)
- 2011: Gotthold Ephraim Lessing: Nathan der Weise (Ali, Bediensteter) – Regie: Christian Nickel (Luisenburg-Festspiele Wunsiedel)

### Regisseur
- 1982: Wladimir Tendrjakow: Die Abrechnung (Theater der Stadt Schwedt)
- 1983: Jürgen Groß: Die Diebin und die Lügnerin (Theater der Stadt Schwedt – Intimes Theater)